# Taeniophyllum quadratum
Taeniophyllum quadratum är en orkidéart som beskrevs av Rudolf Schlechter. Taeniophyllum quadratum ingår i släktet Taeniophyllum och familjen orkidéer. Inga underarter finns listade i Catalogue of Life.